# Charles Ferguson Smith
Charles Ferguson Smith (24. april 1807 – 25. april 1862) var en karriereofficer i De Forenede Staters hær, som deltog i den Mexicansk-amerikanske krig og den amerikanske borgerkrig som general i Unionshæren.

## Tidlige år og karriere
Smith blev født i Philadelphia, Pennsylvania, som søn af en kirurg i hæren. Han tog eksamen fra West Point i 1825 og blev udnævnt til sekondløjtnant i 2nd U.S. Artillery. Mens han langsomt steg i graderne i en hær i fredstid, tog han tilbage til West Point som instruktør og blev udnævnt til premierløjtnant og kommandant over kadetterne en stilling han beklædte fra 1838 til 1843.
Som leder af en artilleri battaljon udmærkede han sig under den Mexicansk-amerikanske krig, hvor han gjorde tjeneste under både Zachary Taylor og Winfield Scott i Slaget ved Palo Alto, Resaca de la Palma, Slaget ved Monterrey og Slaget ved Churubusco. Han blev udnævnt til midlertidig oberst for sin tjeneste i disse slag og sluttede krigen som oberstløjtnant i den regulære hær. I Mexico City var han leder af politi garden fra krigens slutning til 1848. Han havde kommandoen over Red River ekspeditionen i Minnesota i 1856-1857 og gjorde tjeneste under Albert Sidney Johnston i Utah (1857–1860), og ledede selv Militærområdet i Utah fra 1860 til 1861 og militærområdet Washington (på Fort Washington i Maryland) meget kort ved starten af Borgerkrigen.

## Borgerkrigen
Efter udbruddet af borgerkrigen i 1861 gjorde Smith tjeneste ved rekrutteringen som kommandant af Fort Columbus i New York. Han blev udnævnt til brigadegeneral i den frivillige hær den 31. august 1861, og til oberst i den regulære hær med kommando over 3rd United States Infantry Regiment, fra den 9. september. Han blev snart efter forflyttet til det vestlige operationsområde og blev divisionschef i militærområdet Missouri under brigadegeneral Ulysses S. Grant, som havde været en af hans elever på West Point. Denne potentielt vanskelige situation blev lettet af Smiths loyalitet overfor sin unge chef.
Den gamle soldat førte sin division af utrænede frivillige med succes i Slaget ved Fort Donelson i februar 1862. Under angrebet på de konfødereredes højre flanke, som han personligt ledte, så han nogle af sine mænd vakle. Han råbte til dem: "Forbandede herrer, jeg ser luskebukse. Det vel jeg ikke se er. Kom så, I frivillige, kom så. Dette er Jeres change! I har meldt jer frivilligt til at blive dræbt af kærlighed til jeres land, og nu har I muligheden!"
Smiths erfaring, værdighed og uselviske karakter gjorde ham til Grants faste holdepunkt i begyndelsen af krigen. Da militærområdets øverstkommanderende, Henry W. Halleck, blev mistroisk og jaloux på Grant, fratog han reelt kommandoen fra ham og tildelte Smith ansvaret for at lede hærens ekspedition op ad Tennesseefloden mod Corinth i Mississippi. Indgriben af præsident Abraham Lincoln fik til sidst Grant tilbage som leder, men først, ved Savannah i Tennessee, ramtes Smith af et uheld, mens han sprang i en robåd, som alvorligt skadede hans ben, tvang ham væk fra felten, og gjorde Hallecks handling tvivlsom. Hans ældste brigadegeneral førte divisionen i slaget ved Shiloh.

## Død
Smith døde af en infektion efter sin benskade og kronisk dysenteri i Savannah, Tennessee, og ligger begraver på Laurel Hill Cemetery, Philadelphia.
Den hurtige afslutning på hans karriere som højtstående officer berøvede Unionshæren en af sine bedste ledere, og hans fravær blev ingen steder følt så meget som på slagmarken ved Shiloh, hvor Unionshæren betalte dyrt for deres generalers manglende erfaring. En måned inden hans død var han blevet udnævnt til generalmajor i den frivillige hær.
Fort C. F. Smith i Powder River Country i Montana territoriet blev opkaldt efter ham.

## Eksterne links
- Minnesota Historical Society account of the Red River expedition
- Biografisk skitse Arkiveret 15. februar 2008 hos  Wayback Machine